# Periódicos de Bulgaria

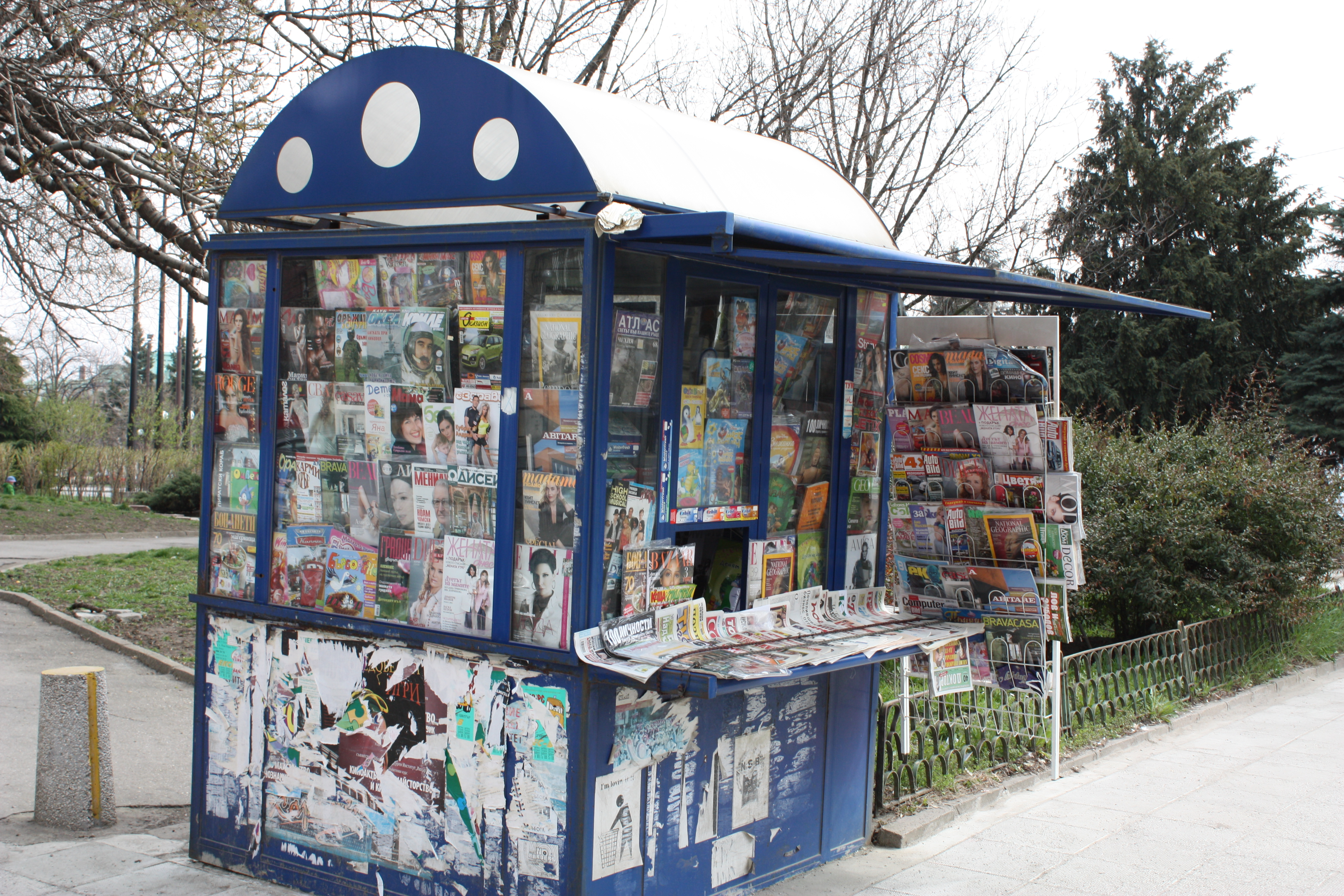
Kiosco de prensa en Sofía.

La siguiente es una lista recopilada de periódicos que se publican en Bulgaria.

## 0-9
- 24 Chasa
- 168 Chasa
- 7 Dni Sport

## A
- ABV
- Ataka
- Avto Moto Sviat
- Agrovestnik
- Arh i Art borsa
- Avto trud

## B
- Balgarska armiya
- Balgarski fermer
- Balgarski pisatel
- Biznes kontakti
- Bilka
- Bojie slovo
- Balgarski transporten vestnik
- Balgarsko voinstvo
- Buletin Voenen glas
- Biznes vesti
- Budjeten konsultant

## C
- Capital
- CESH
- Cultura
- Curaj

## D
- Dneven Trud
- Duma
- Detonacia
- Dar
- Darjaven vestnik

## G
- Gimnazist
- Glaven schetovoditel

## I
- Imoti
- Impuls
- Idealen dom
- Ikonomicheski jivot
- Iskrenno i lichno

## J
- Jenski sviat
- Jensko charstvo
- Jena
- Jensko zdrave

## L
- Lechitel
- Levski
- Literaturen vestnik
- Lichna drama

## M
- Macedonia
- Medicinski magazin
- Misterii na cilivizaciata
- Morski vestnik
- Mejduchasie
- Mobilen sviat
- Moto spravochnik
- Moiata sadba
- Media sviat

## N
- Nie jenite
- Nacionalen podem
- Nasluka
- NLO
- Nad 55
- Nacionalna biznes poshta
- Nacionalen curier 5
- Naroden lechitel

## O
- Osteoporoza

## P
- Pchela i kosher
- Prelom
- Pensioneri
- Praktichna domakinia
- Poltica

## R
- Rikcho
- Riki kandidat-gimnazist
- Rabotnichesko delo
- Rusia dnes
- Ribolov
- Ribar
- Recepti za zdrave
- Reviu

## S
- Svetat v mrejata
- Svobodna misal
- Semeen advokat
- Semeen globus
- Slavia
- Strogo sektretno
- Stomatologichen sviat
- Smiah

## V
- Vestnikat
- Vkusen sviat
- Vsichko za vseki

## Z
- Zemia
- Zemedelsko zname
- Zastrahovatel
- Za jenata
- Zemedelska tehnika
- Zora Nova
- Zornica
- Zlatna vazrast